# Bajranglal Takhar
Bajrang Lal Takhar (ur. 5 stycznia 1981 w Sikarze) – indyjski wioślarz, reprezentant Indii w wioślarskiej jedynce podczas Letnich Igrzysk Olimpijskich w Pekinie. Laureat nagrody Arjuna Award.

## Osiągnięcia
- Mistrzostwa Świata – Monachium 2007 – jedynka – 22. miejsce[1][2].
- Igrzyska Olimpijskie – Pekin 2008 – jedynka – 21. miejsce[1][2].
- Mistrzostwa Świata – Poznań 2009 – jedynka – 19. miejsce[1].